# Black Sails (televisieserie)
Black Sails is een Amerikaanse televisieserie rond de avonturen van Kapitein Flint en zijn bemanning. Langs alle zijden belaagd, vechten ze voor het voortbestaan van New Providence Island, de beruchtste vrijbuitershaven uit zijn tijd. Het is geschreven als voorgeschiedenis van het beroemde boek van Robert Louis Stevenson, Schateiland.
Het verhaal is fictief maar wel in een historische context geplaatst. Veel van de hoofdpersonages zijn piraten die destijds ook echt vanaf de Bahama's opereerden.

## Verhaal
Het verhaal speelt zich af in 1715. Nadat de Vrede van Utrecht is getekend is de kaapvaart verboden. De piraterij in de Caraïben dreigt hierdoor onmogelijk te worden maar kent toch een opleving. New Providence Island, een voormalige Britse kolonie, is nu een vrijhaven zonder God noch gebod, waar beruchte zeeroverskapiteins de scepter zwaaien. De meest gevreesde onder hen is Kapitein Flint.
Maar de Britse Marine staat op het punt om terug te slaan en onder die omstandigheden leren we andere facetten van de bikkelharde piraat kennen. Gedreven door diepe, complexe en zelfs romantische motieven, bundelt Flint zijn krachten met de indrukwekkende Eleanor Guthrie, de dochter van de plaatselijke smokkelkoning die de buit van de piraten omzet in contanten. Samen smeden ze een plan om de ultieme prijs binnen te halen en het voortbestaan van hun levenswijze te verzekeren. Hun tegenstanders zijn echter niet van de minsten. Er zijn de rivaliserende kapiteins die Flint benijden om zijn macht. Er is de vader van Eleanor, die andere plannen heeft voor het eiland. En er is John Silver, een jonge zeeman die recent werd gemonsterd en continu probeert om zijn kapitein in het geheim de wind uit de zeilen te halen.

## Rolverdeling

### Hoofdrollen
- Toby Stephens als Captain Flint[2]
- Hannah New als  Eleanor Guthrie[3]
- Luke Arnold als John Silver[2]
- Tom Hopper als Billy Bones[2]
- Mark Ryan als Gates
- Jessica Parker Kennedy als Max[2]
- Zach McGowan als Captain Charles Vane[2]
- Toby Schmitz als Jack Rackham[2]
- Clara Paget als Anne Bonny[2]
- Hakeem Kae-Kazim als Mr. Scott[2]
- Sean Cameron Michael als Richard Guthrie[2]
- Louise Barnes als Miranda Barlow
- Ray Stevenson als Edward Teach

### Bijrollen
- Anthony Bishop als Singleton
- Jannes Eiselen als Dufresne
- Lawerance Joffe als Randell
- Dylan Skews als Logan
- Graham Weir als Captain Naft
- Richard Wright-Firth als Muldoon
- Andre Jacobs als De Groot
- Patrick Lyster als Captain Benjamin Hornigold
- Mark Elderkin als Pastor Lambrick
- Jeremy Crutchley als Morley
- Quentin Hrog als Turk
- Richard Antrobs als Phillip